# Final (企業)
株式会社final (ファイナル、final Inc.)は、日本の音響機器メーカー。本社は、神奈川県川崎市幸区中幸町に所在する。

## 概要・歴史
2022年現在は、ヘッドホンおよびイヤホン、そしてそれらに関連する製品を製造する音響機器メーカーである。ヘッドフォンおよびイヤホンは、有線、無線双方をラインナップしている。また、社名の「final」をブランド名に使用する以外に、ワイヤレス製品専門のブランドとして「ag」というブランド展開も行っている。finalは、agブランドについては、「「ちょうどいい」ワイヤレス製品を提案するオーディオブランド」であるとしている。また、社内に音響の研究部門を設けており、2021年時点で社員約40名の内、研究職が半数を占めている。大学との共同研究も行っており、九州大学大学院芸術工学研究院の河原一彦博士との共同研究の成果を基にした製品も発売している。
なお、finalのブランド名は、株式会社finalの前身であるS'NEXT株式会社設立時の代表者の一人であった髙井金盛が1974年に創業した音響機器メーカーでかつて使用していたものであった。
当社は、元々アメリカ合衆国の電気・電子製品メーカーであるモレックスの子会社として2007年に設立された。当時の社名は、S'NEXT株式会社であった。当初は、テレビなどに内蔵されるスピーカーのOEMおよびODMを行っていた。その後、2009年にフィリピンのイヤホン工場を買収したことを機にイヤホン・ヘッドホンの製造事業を開始し、OEMおよびODMに加えて自社のブランドとして「final audio design」を立ち上げ、製造販売も開始した。OEM/ODMではハイエンドのイヤホンやヘッドホンを扱っており、この事業拡張は利益率の向上を狙ったものであったとされる。2014年に、現社長の細尾満が親会社であるモレックスの所有するS'NEXT株式会社の全株式を取得し独立、自社ブランドでのイヤホン・ヘッドホン製造に事業の主軸を移した。加えて、独立の際にブランド名を「final」に変更している。2019年に、サブブランドである「ag」を立ち上げる。2020年に社名をこれまでのS'NEXT株式会社から株式会社finalに変更した。

## 略歴
- 2007年11月27日：アメリカのモレックスの子会社として会社設立[1]。設立当初の名前は、S'NEXT株式会社。設立当時はテレビスピーカーのOEM/ODM製造を主な事業としていた[1][6]。また、当時の本社は東京都品川区に所在していた[1]。
- 2009年：イヤホン・ヘッドホンの製造を開始[1]。イヤホンについては、OEM/ODMに加えて自社ブランドでの展開も開始する[1][6]。この時のブランド名は「final audio design」であった[1]。
- 2013年：自社ブランドでヘッドホンの販売も開始する[6]。
- 2014年：代表者の一人であった細尾満が、親会社のモレックスよりS'NEXT株式会社の全株式を取得し独立[1]。独立に際して、自社ブランド名を「final」に変更。
- 2015年：本社を神奈川県川崎市幸区北加瀬に移転[1][7]。また、同年10月5日に法人番号指定を受けている[7]。
- 2017年1月1日：株式会社Jを吸収合併[7]。
- 2019年：ワイヤレス専門ブランド「ag」を立ち上げる[1]。
- 2020年9月18日：社名を株式会社finalに変更する[1][7]。
- 2021年：本社を神奈川県川崎市幸区中幸町に移転[1]。翌2022年1月17日に登記された[7]。